# Euryades corethrus
Euryades corethrus är en fjärilsart som först beskrevs av Jean Baptiste Boisduval 1836.  Euryades corethrus ingår i släktet Euryades och familjen riddarfjärilar. Inga underarter finns listade i Catalogue of Life.